# Rakowice Wielkie (przystanek kolejowy)
Rakowice Wielkie – przystanek osobowy, a dawniej także ładownia kolejowa w Rakowicach Wielkich na linii kolejowej nr 283 Jelenia Góra – Żagań, w województwie dolnośląskim.